# Temporada 1980-1981 del Liceu
La temporada 1980-1981 del Liceu ve definida sobretot per ser la primera sense la figura de l'empresari Joan Antoni Pàmias. Peremptòriament es va decidir la continuïtat en espera de solucions més o menys definitives. Com a provisional cal
considerar l'acord de formar un patronat integrat per representants de la Generalitat, l'Ajuntament i la Junta de propietaris sota la presidència de Manuel Bertran.
Però els punts clau de la temporada ja els havia previst i determinat amb anticipació Pàmias. Si a més es té en compte que l'equip tècnic i artístic del senyor Pàmias va romandre a la casa, l'organització es va dur a terme sense més traumes. La temporada, que com la de l'any anterior començarà el 27 de novembre, va patir una mínima reducció, amb 42 funcions en comptes de la cinquantena de què constava habitualment, de manera que la sèrie acabà el 15 de febrer, nou dies abans que la del curs precedent.
En el cartell hi apareixien aquells noms sense els quals el Liceu semblava que no podia aixecar la cortina. No hi faltà la gran diva Montserrat Caballé, així com Ángeles Gulín, Fiorenza Cossotto. No faltaren tampoc Jaume Aragall, Josep Carreras, Pedro Lavirgen, Vicenç Sardinero, Joan Pons, Enric Serra i molts més de la plantilla liceista. També s'estrenà el baríton Nelson Portella, i també hi cantaren els admirats Nicola Martinucci, Bonaldo Giaiotti i Ivo Vinco.
La primavera va tenir lloc el primer festival d'òpera amb la presentació de la companyia d'òpera del teatre Kírov de Sant Petersburg.
| Temporada 1980-1981 del Liceu |                         |                         |                         | |           |                              |
| Òpera                         | Compositor              | Director musical        | Director d'escena       | Papers principals | Producció | Dates                        |
| Norma                         | Vincenzo Bellini        | Bruno Rigacci           | Flavio Trevisan         | Ángeles Gulín, Emiko Maruyama, Fernando Ortiz, Aurio Tominich                                                                                   |           | 27 de novembre               |
| El caçador furtiu             | Carl Maria von Weber    | Matthias Asechbacher    | Werner M. Esser         | Sabine Hass, Helge Krampen, Gerd Brenneis, Hans Franzen, Barr Peterson                                                                          |           | 29 de novembre               |
| L'elisir d'amore              | Gaetano Donizetti       | Adalberto Tonini        | Vittorio Patane         | Adriana Anelli, Eduard Giménez, Enric Serra, Federico Davia, Antonio Regueiro                                                                   |           | 6 al 14 de desembre          |
| Don Giovanni                  | Wolfgang Amadeus Mozart | Alexander Sander        | Vittorio Patanè         | Luisa Bosabalian, Adelaida Negri, Carla Basto, Nelson Portella, Raimundo Mettre, Pedro Liendo, Antonio Borras, Vicenç Esteve                    |           | 13 al 20 de desembre         |
| Manon Lescaut                 | Giacomo Puccini         | Carlo Felice Cillario   | Vittorio Patane         | Montserrat Caballé, Raquel Pierotti, Nicola Martinucci, Vicenç Sardinero, Antoni Borràs, Fernando Baño, Francisco Ortiz                         |           | 18 al 23 de desembre         |
| La bohème                     | Giacomo Puccini         | Eugeni M. Marco         | Dídac Monjo             | Montserrat Caballé, Josep Carreras, Christine Weidinger, Vicenç Sardinero, Enric Serra, Ivo Vinco                                               |           | 28 de desembre al 3 de gener |
| Carmen                        | Georges Bizet           | Daniel Lipton           | Gianpaolo Zennaro       | Fiorenza Cossotto, Guy Chauvet, Elena Baggiore, Gian Koral                                                                                      |           | 4 al 10 de gener             |
| La traviata                   | Giuseppe Verdi          | Gerard Pérez Busquier   | Gianpaolo Zennaro       | Mariana Nicolesco, Cecília Fondevila, Francesca Roig, Vicenzo Bello, Antonio Blancas, Carles Bosch, Eduardo Soto                                |           | 11 al 20 de gener            |
| Tosca                         | Giacomo Puccini         | Daniel Lipton           | Dídac Monjo             | Josep Carreras/José Antonio Urdiain/Jaume Aragall, Natalia Trotskaia, Enric Serra, Joan Pons, Giancarlo Tosi, Vicente Esteve, Cecília Fondevila |           | 14 al 22 de gener            |
| Sigfrid                       | Richard Wagner          | Kurt Wöss               | Lincoln Clark           | Manfred Jung, Gerlinde Lorenz, Re Yang Kim, Wolf Appel, Raimund Herincx, Wolfram Bach, Rolf Becker                                              |           | 25 al 31 de gener            |
| Nabucco                       | Giuseppe Verdi          | Gianpaolo Zennaro       | Francesco Maria Martini | Jaume Aragall, Natalia Troitskaya, Ángeles Gulín, Franco Bordoni, Bonaldo Giaiotti                                                              |           | 29 de gener al 3 de febrer   |
| Cavalleria rusticana          | Pietro Mascagni         | Francesco Maria Martini | Dídac Monjo             | Stella Silvia, Ileana Sinnone, Giuseppe Venditelli, Benito di Bella, Enric Serra, Josep Ruiz                                                    |           | 5 al 14 de febrer            |
| Pagliacci                     | Ruggero Leoncavallo     | Francesco Maria Martini | Dídac Monjo             | Pedro Lavirgen, Stella Silvia, Ileana Sinnone, Giuseppe Venditelli, Benito di Bella, Enric Serra, Josep Ruiz                                    |           | 5 al 14 de febrer            |
| Don Carlo                     | Giuseppe Verdi          | Ottavio Ziino           | Dídac Monjo             | Jaume Aragall, Natalia Troitskaya, Lynne Strow Piccolo, Olivia Budai, Bonaldo Giaiotti, Vicenç Sardinero, Ivo Vinco                             |           | 7 al 15 de febrer            |
| Eugeni Oneguin                | Piotr Ilitx Txaikovski  |                         |                         | |           | 28 al 29 de maig             |
| La núvia del tsar             | Nikolai Rimski-Kórsakov |                         |                         | |           | 31 de maig a l'1 de juny     |
| La dama de piques             | Piotr Ilitx Txaikovski  |                         |                         | |           | 3 al 5 de juny               |